# Chromadorella mytilicola
Chromadorella mytilicola är en rundmaskart som beskrevs av Nikolai Nikolaievich Filipjev 1918. Chromadorella mytilicola ingår i släktet Chromadorella och familjen Chromadoridae. Inga underarter finns listade i Catalogue of Life.